# Fish Town

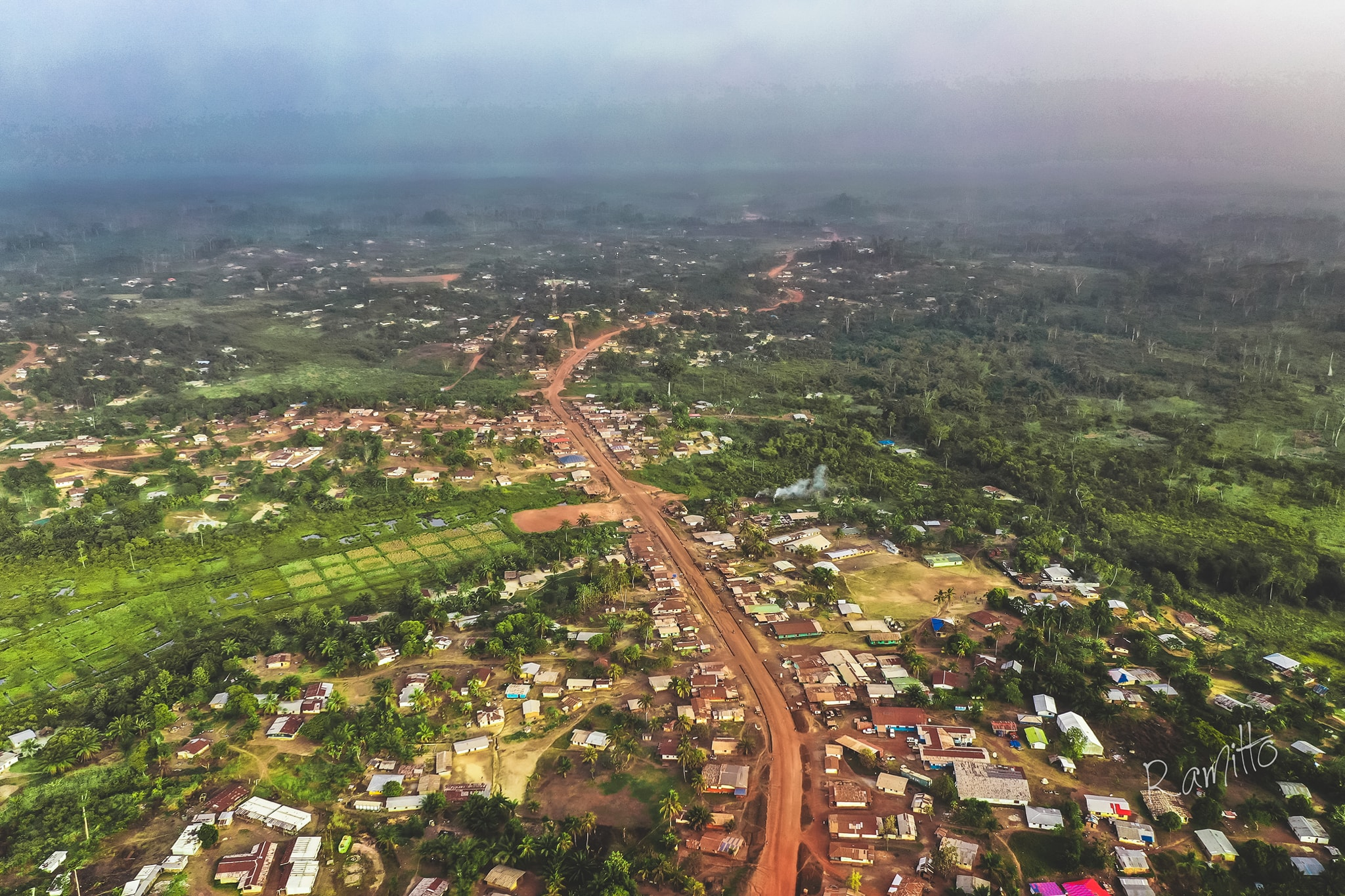
Fish town (2020)

Fish Town ist eine Stadt im Osten der westafrikanischen Republik Liberia, sie befindet sich nahe der Grenze zur Republik Elfenbeinküste.

## Geschichte
Fish Town liegt im Siedlungsgebiet der Grebo, einem der Indigenen Völker der Pfefferküste, die bereits früh mit europäischen Händlern in Kontakt waren und ihre erworbene Unabhängigkeit mit Waffengewalt gegen die amerikoliberianischen Siedler und die Zentralregierung in Monrovia zu verteidigen wagten. Erst um 1933 gelang es Präsident Edwin Barclay die Grebo auf Dauer zu befrieden. Diese Aufstände und Überfälle auf Plantagen und Missionsstationen werden als Kru-War bezeichnet. Fish Town ist der bedeutendste Ort des zum ehemaligen Staat Maryland in Liberia gehörenden Hinterlandes. Die Region war zunächst Grenzgebiet zwischen den Countys Maryland und Grand Gedeh, sie wurde von Präsident Tubman bei einer 1964 eingeleiteten Verwaltungsreform durch die Schaffung des River Gee County aufgewertet. Die Stadt Fish Town wurde während des Ersten liberianischen Bürgerkrieges einige Tage von Regierungstruppen Präsident Samuel K. Does gegen die Rebellen des Charles Taylor verteidigt, danach kam es in der Stadt zu Zerstörungen und Plünderungen. Im Zweiten liberianischen Bürgerkrieg lag Fish Town in einer relativ sicheren Zone. Die Region um Fish Town zählt aber noch immer zu den unterentwickelten Regionen Liberias, die bisher auf Subsistenzwirtschaft ausgerichtete Ökonomie benötigt weitere Förderung.